# Düwag Y
Düwag Y – spalinowe zespoły trakcyjne produkowane w latach 1965–1988 dla duńskich przewoźników przez niemieckie zakłady Waggonfabrik Uerdingen. Łącznie wybudowano 160 wagonów tego typu – 76 silnikowych, 23 doczepne i 61 sterowniczych.
W 1965 zespoły zaczęli eksploatować duńscy przewoźnicy prywatni, a w 1984 również Danske Statsbaner. W latach 90. rozpoczęto wycofywanie i zastępowanie pojazdów typu Y. W 2010 zakończono eksploatację tych zespołów przez DSB, a w 2012 miał miejsce ostatni przejazd po duńskiej sieci kolejowej w barwach przewoźnika prywatnego. Wszystkie egzemplarze zezłomowano prócz jednej sztuki zachowanej do celów muzealnych oraz jednego pojazdu sprowadzonego w 2008 do Polski. W 2010 był on eksploatowany w województwie kujawsko-pomorskim przez Arrivę RP, po czym został przeniesiony do rezerwy długoterminowej i nie jest planowane przywrócenie go do użytku.

## Historia
W latach 60. XX w. prywatni przewoźnicy kolejowi w Danii rozpoczęli wycofywanie z eksploatacji parowozów i na liniach lokalnych zamierzali zastąpić je taborem spalinowym. W celu zmniejszenia kosztów zakupu nowych pojazdów zawarto porozumienie między towarzystwami prywatnych przedsiębiorstw kolejowych o złożeniu i sfinansowaniu wspólnego zamówienia. Po testach różnych modeli za najkorzystniejszą uznano ofertę niemieckich zakładów Waggonfabrik Uerdingen i zdecydowano o złożeniu zamówienia właśnie w tej fabryce.
W latach 1965–1988 do 14 duńskich operatorów prywatnych oraz do kolei państwowych trafiło w 8 partiach łącznie 160 wagonów typu Y – 76 silnikowych, 23 doczepne i 61 sterowniczych, z których 9 silnikowych i 5 sterowniczych wyposażono w kabiny maszynisty na obu końcach. Były one produkowane w zakładach w Krefeld, natomiast za montaż finalny była odpowiedzialna Scandia z Randers.
Wagony oznaczono typem Y, co symbolizowało tabor przewoźników prywatnych. Ponadto zespoły potocznie nazywane są lynette (duń. mała błyskawica).

## Konstrukcja
Spalinowe zespoły trakcyjne typu Y są zestawiane z wagonów silnikowych Ym (duń. motorvogn), środkowych wagonów doczepnych Yp (duń. mellemvogn) i wagonów sterowniczych Ys (duń. styrevogn). Pomiędzy dwa wagony kabinowe, spośród których przynajmniej jeden musi być silnikowym, można włączyć maksymalnie 5 wagonów środkowych i w ten sposób utworzyć składy od 2- do 7-wagonowych. Najczęściej spotykane są jednostki 2-wagonowe w układzie Ym+Ys oraz 3-wagonowe Ym+Yp+Ys.

### Nadwozie
Pudła wagonów są samonośnymi konstrukcjami stalowymi o szkielecie spawanym z profili walcowanych i giętych. Ściany zewnętrzne z wytłoczonymi pod oknami ryflami oraz dach wykonano z blachy stalowej, natomiast podłoga jest stalowa z blachy falistej zespawanej punktowo ze szkieletem pudła. Przestrzeń pomiędzy podłogą stalową i drewnianą wypełnia wełna mineralna, natomiast izolację cieplną i akustyczną zapewniają maty z wełny mineralnej i szklanej wypełniające przestrzenie w dachu i ścianach.

### Wnętrze

#### Przestrzeń pasażerska

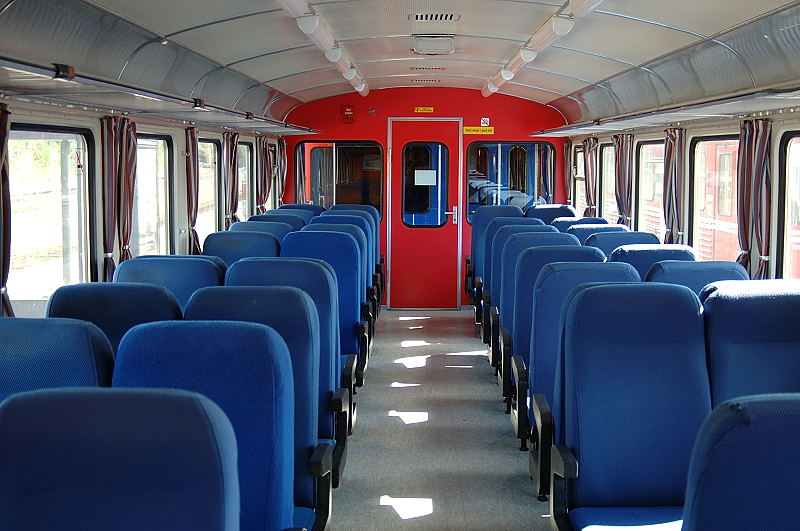
Przedział pasażerski wagonu sterowniczego

Wygląd przestrzeni pasażerskiej zależy od przewoźnika zamawiającego pojazdy, dlatego jest on nieznacznie odmienny w poszczególnych wagonach. Pojazdy mają różną liczbę miejsc siedzących oraz mogą być wyposażone w toaletę. Różnice występują również m.in. w szerokości drzwi wejściowych.
W wagonie silnikowym za kabiną maszynisty znajduje się przedział bagażowy, w którym umiejscowiono szafę z aparaturą elektryczną, umywalkę, siedzenie i stolik dla kierownika pociągu oraz wieszaki na rowery i miejsce do przypięcia osoby poruszającej się na wózku inwalidzkim. Z zewnątrz do przedziału tego prowadzą dwuskrzydłowe drzwi otwierane do wewnątrz. Dalej ulokowany jest przedział pasażerski z fotelami pasażerskimi po bokach i środkowym przejściem dla podróżnych między nimi. Nad oknami przy siedzeniach zamontowane są półki bagażowe. Za przedziałem znajduje się ewentualna toaleta zamykana drzwiami jednoskrzydłowymi bez okna oraz przedsionek wejściowy z drzwiami łamanymi przykrywającymi stopnie wejściowe.
Wnętrze wagonu sterowniczego jest analogiczne z wnętrzem wagonu silnikowego z tym wyjątkiem, że w miejscu przedziału bagażowego jest większy przedział pasażerski. Wagon środkowy natomiast składa się z dwóch przedsionków wejściowych na końcach oraz identycznie urządzonego przedziału pasażerskiego pomiędzy nimi.
Ściany działowe przedziałów mają jednoskrzydłowe drzwi uchylne z oknem. Przejścia międzywagonowe osłonięte są wałkami gumowymi oraz wyposażone w mostki przejściowe i dwuskrzydłowe drzwi z szybami otwierane do wewnątrz przedsionka drzwiowego. Okna w drzwiach i ścianach bocznych mają podwójne szyby oraz są osadzone w gumowych uszczelkach i jednoczęściowe z wyjątkiem dwóch okien w każdym z przedziałów pasażerskich, które są dwuczęściowe z górną częścią uchylną.
Oświetlenie, które w przedziałach pasażerskich stanowią rzędy świetlówek w kanale sufitu oraz lampy z żarówkami oświetlenia awaryjnego, jest zasilane energią elektryczną o napięciu 220 V AC i częstotliwości 100 Hz z dwóch przemienników częstotliwości w każdym wagonie. Ogrzewanie stanowi nawiew powietrza ogrzewanego w olejowych agregatach umieszczonych pod podłogą każdego wagonu. W przedziałach pasażerskich zamontowano również system nagłaśniający umożliwiający maszyniście nadawanie komunikatów z kabiny.

#### Kabina maszynisty

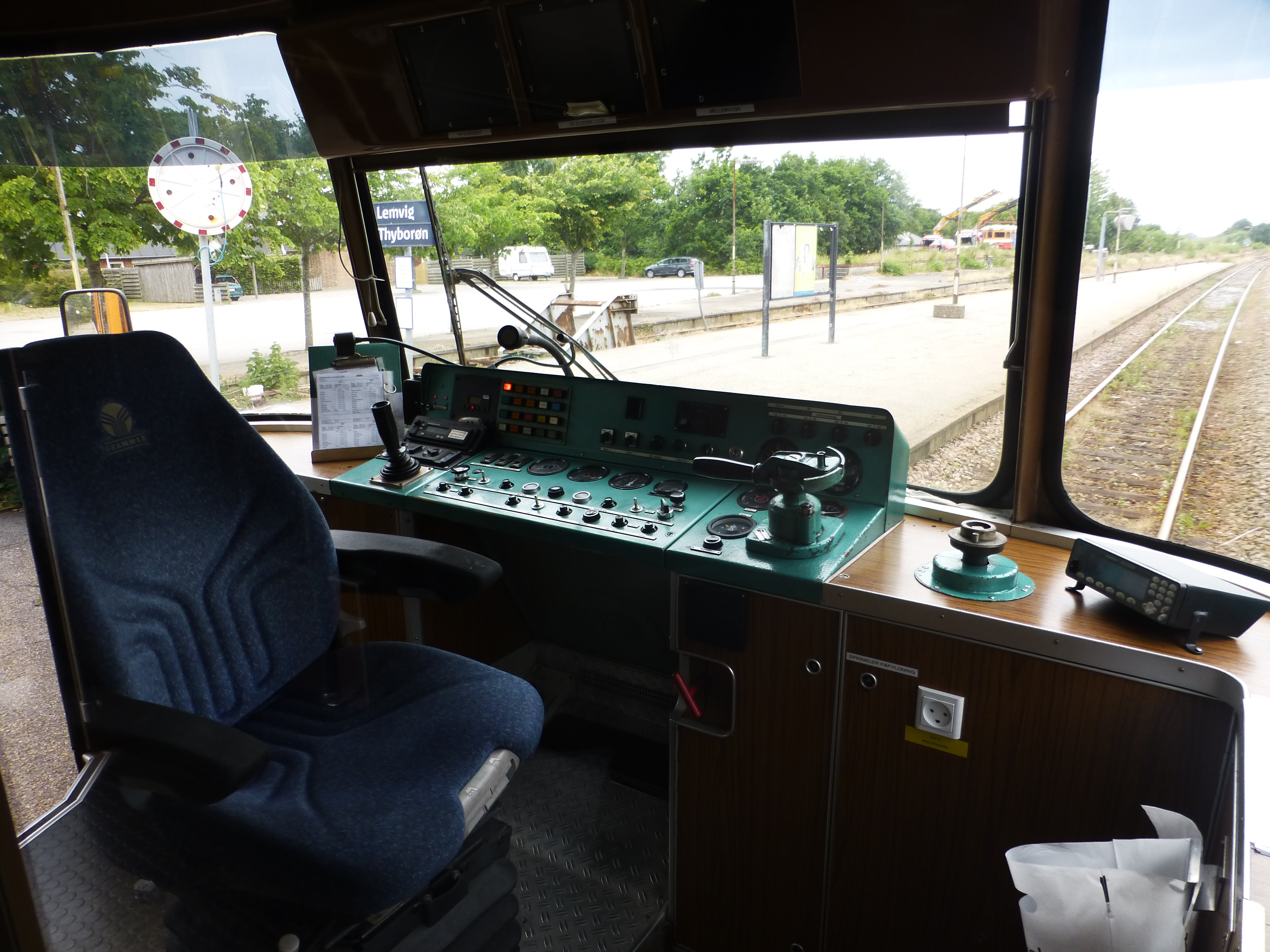
Kabina maszynisty

Do kabiny maszynisty z części pasażerskiej prowadzą jednoskrzydłowe drzwi przesuwne bez okna. Zamontowano w niej pulpit sterowniczy oraz fotel o regulowanej wysokości i odległości od kokpitu. Szyby w ścianie czołowej kabiny wykonano ze szkła trójwarstwowego o grubości 10 mm, a w ścianach bocznych ze szkła giętego dwuwarstwowego grubego na 6 mm.

### Napęd
W wagonach silnikowych każda z dwóch osi środkowych jest napędzana silnikiem spalinowym. Zespoły napędne podwieszone są do ostoi za pomocą wieszaków z przegubami gumowo-metalowymi.
Napęd wagonów silnikowych stanowią 2 silniki wysokoprężne 4-suwowe, 6-cylidrowe rzędowe o budowie leżącej, chłodzone cieczą. Początkowo był to model Büssing U11-200D o mocy 143 kW, natomiast w kolejnych zamawianych seriach Daimler-Benz OM407h o mocy 162 kW. W automatycznej hydrauliczno-mechanicznej przekładni Voith Diwa 506 przetwornik hydrauliczny współpracuje z mechanizmem różnicowym działającym w niskim i średnim zakresie prędkości jako rozdzielacz mocy między przekładnią hydrauliczną i mechaniczną, przy wysokich prędkościach natomiast przenoszenie napędu odbywa się tylko mechanicznie. Napęd ten przenoszony jest za pomocą wału Cardana do przekładni osiowej Voith V13 osadzonej na osiach napędnych.
Zmiana kierunku jazdy odbywa się dzięki mechanizmowi nawrotnemu wbudowanemu w przekładnię hydrauliczno-mechaniczną.

### Wózki

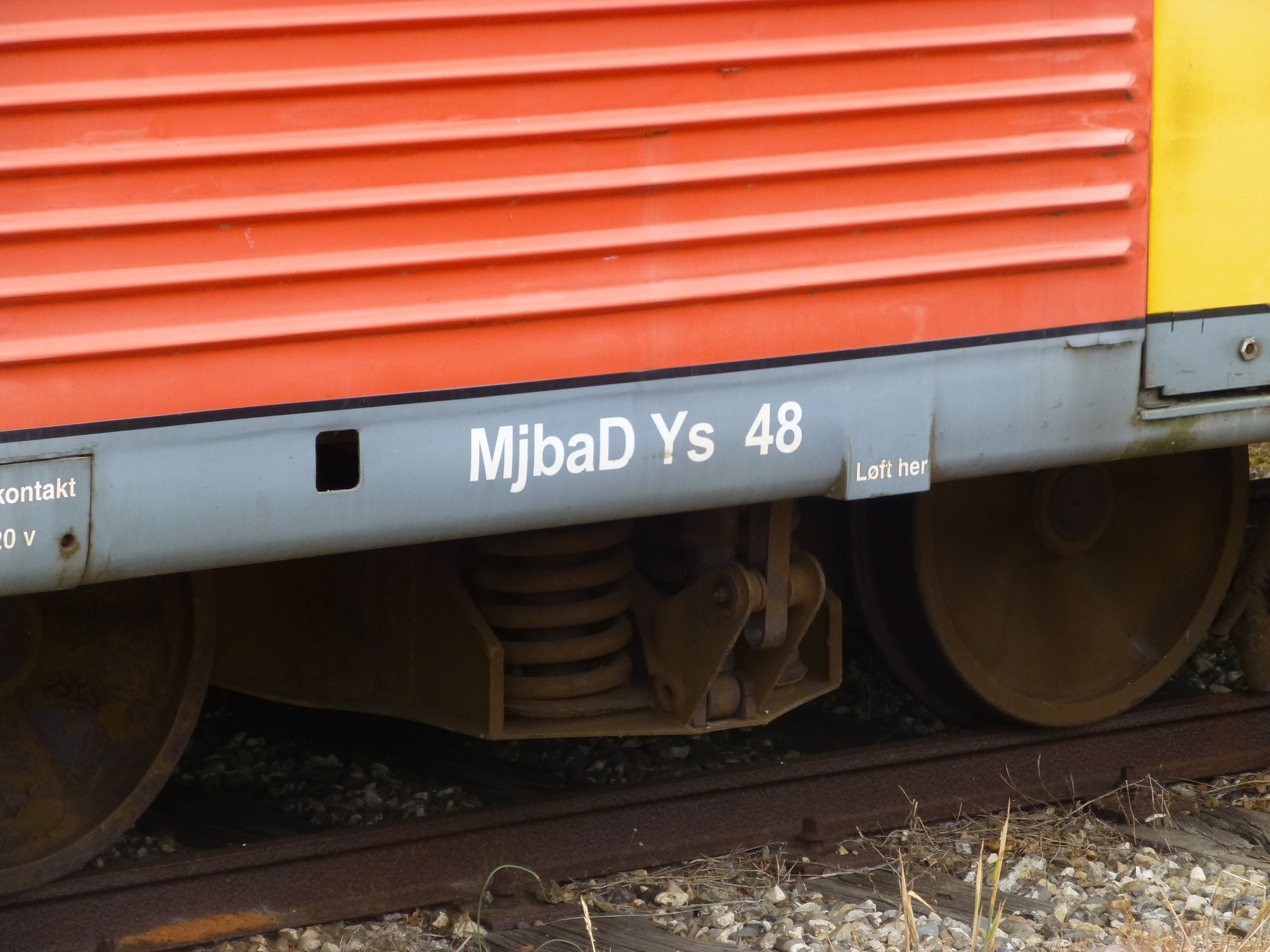
Zestawy kołowe i zawieszenie wózka wagonu sterowniczego

Każdy z wagonów jest oparty na dwóch wózkach dwuosiowych. Wózki te mają spawaną ramę skrzynkową w kształcie litery H opartą za pomocą daszkowych sprężyn metalowo-gumowych pomiędzy kołami. Belka bujakowa jest oparta na ramie wózka na sprężynach śrubowych i gumowych. Drgania są tłumione przez stabilizatory i amortyzatory hydrauliczne.
Zestawy kołowe są wyposażone w koła o średnicy 760 mm i z falistymi tarczami. Na osiach osadzono hamulce tarczowe. Wszystkie wagony wyposażono w hamulec ręczny i zespolony hamulec pneumatyczny systemu Knorr, a wagony silnikowe i sterownicze ponadto w dodatkowy pneumatyczny hamulec pomocniczy.

## Eksploatacja
| Państwo | Przewoźnik                                                     | Liczba wagonów | Lata eksploatacji | Źródła            |
| ------- | -------------------------------------------------------------- | -------------- | ----------------- | ----------------- |
| Dania   | 14 przedsiębiorstw prywatnych                                  | 0 (160)        | 1965–2012         | [ 2 ] [ 3 ]       |
| Dania   | Danske Statsbaner                                              | 0 (160)        | 1984–2010         | [ 2 ] [ 3 ]       |
| Polska  | Arriva PCC (do 25 czerwca 2010) Arriva RP (od 25 czerwca 2010) | 0 (3)          | 2010              | [ 2 ] [ 3 ] [ 4 ] |

### Dania

#### Przewoźnicy prywatni

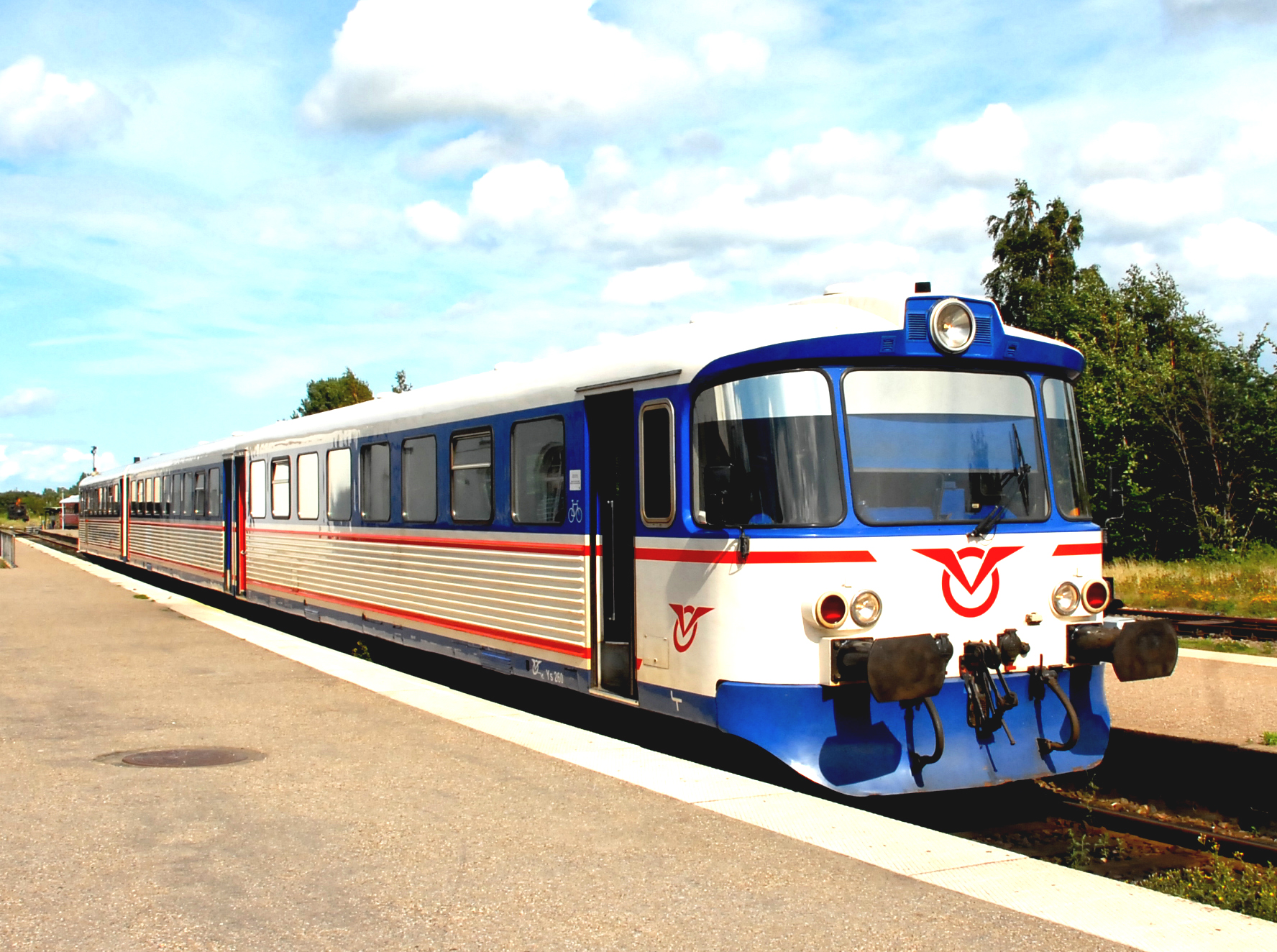
Jednostka w barwach Vestsjællands Lokalbaner (2007)

Zespoły typu Y zostały dostarczone 14 duńskim przewoźnikom prywatnym. Jednostki te były eksploatowane m.in. przez przedsiębiorstwa: Odderbanen, Varde-Nørre Nebel Jernbane, Lemvigbanen, Østbanen, Gribskovbanen, Frederiksværkbanen, Hornbækbanen, Nærumbanen, Vestsjællands Lokalbaner i Nordjyske Jernbaner.
Malatura wagonów była na ogół pomarańczowa z białym pasem wzdłuż ścian bocznych, chociaż zdarzały się również malowania wykorzystujące kolor czerwony, szary i biały oraz różne desenie, gdyż każdy z przewoźników miał własną ustaloną kolorystykę.
Na niektórych duńskich liniach kolejowych pociągi pasażerskie były łączone z towarowymi, dlatego początkowo składy Y wyposażano w sprzęgi śrubowe i zderzaki. Gdy zaprzestano tej praktyki, pojazdom montowano sprzęgi samoczynne. W późniejszym okresie wagony doposażono ponadto w klimatyzację.
Pod koniec czerwca 2012 miał miejsce ostatni przejazd zespołu typu Y zorganizowany przez przewoźnika prywatnego. Skład w barwach Varde-Nørre Nebel Jernbane obsłużył kurs relacji Varde – Nobel.
Pojazdy, które znajdowały się w rękach przewoźników prywatnych, zostały skasowane na terenie stacji Helsingør.

#### Danske Statsbaner

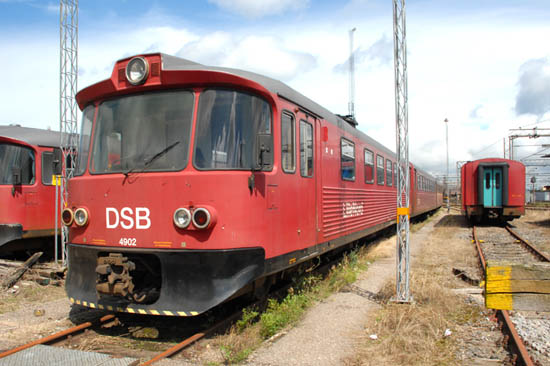
Zestaw DSB na stacji Helsingør (2007)

W 1984 eksploatację zespołów typu Y rozpoczął przewoźnik Danske Statsbaner. Jego jednostki miały 3 bądź 4 wagony i składały się z wagonów silnikowych oznaczonych serią ML na obydwu końcach oraz jednego bądź dwóch wagonów doczepnych serii FL pomiędzy nimi. Ponadto 9 wagonów silnikowych z dwoma kabinami kursowało pojedynczo. Wszystkie te pojazdy skierowano do obsługi połączeń Hillerød – Helsingør.
W latach 90. rozpoczęto stopniowe zastępowanie pojazdów typu Y przez zespoły IC2 i Desiro. Wycofano wówczas większość tych wagonów, a w ruchu pozostawiono jedynie najmłodsze egzemplarze wyprodukowane w latach 1983–1988. W latach 1997–1999 poddano je modernizacji w zakładach naprawczych w Hundested, w ramach której otrzymały m.in. nowe wyposażenie wnętrza.
W 2001 DSB przekazały wszystkie swoje pojazdy typu Y swojej spółce-córce Hovedstadens Lokalbaner. Przewoźnik eksploatował je do 2006, kiedy obsługiwane przez niego linie przejęły koleje Lokalbanen i wprowadziły na nie pojazdy LINT. Wagony wróciły następnie do DSB.
W 2010 duński przewoźnik państwowy zakończył eksploatację pojazdów. Na terenie stacji Helsingør zostały zezłomowane wszystkie posiadane przez niego pojazdy z wyjątkiem dwóch egzemplarzy, z których jeden przekazano muzeum kolejnictwa, a drugi polskiej filii przewoźnika Arriva.

### Polska

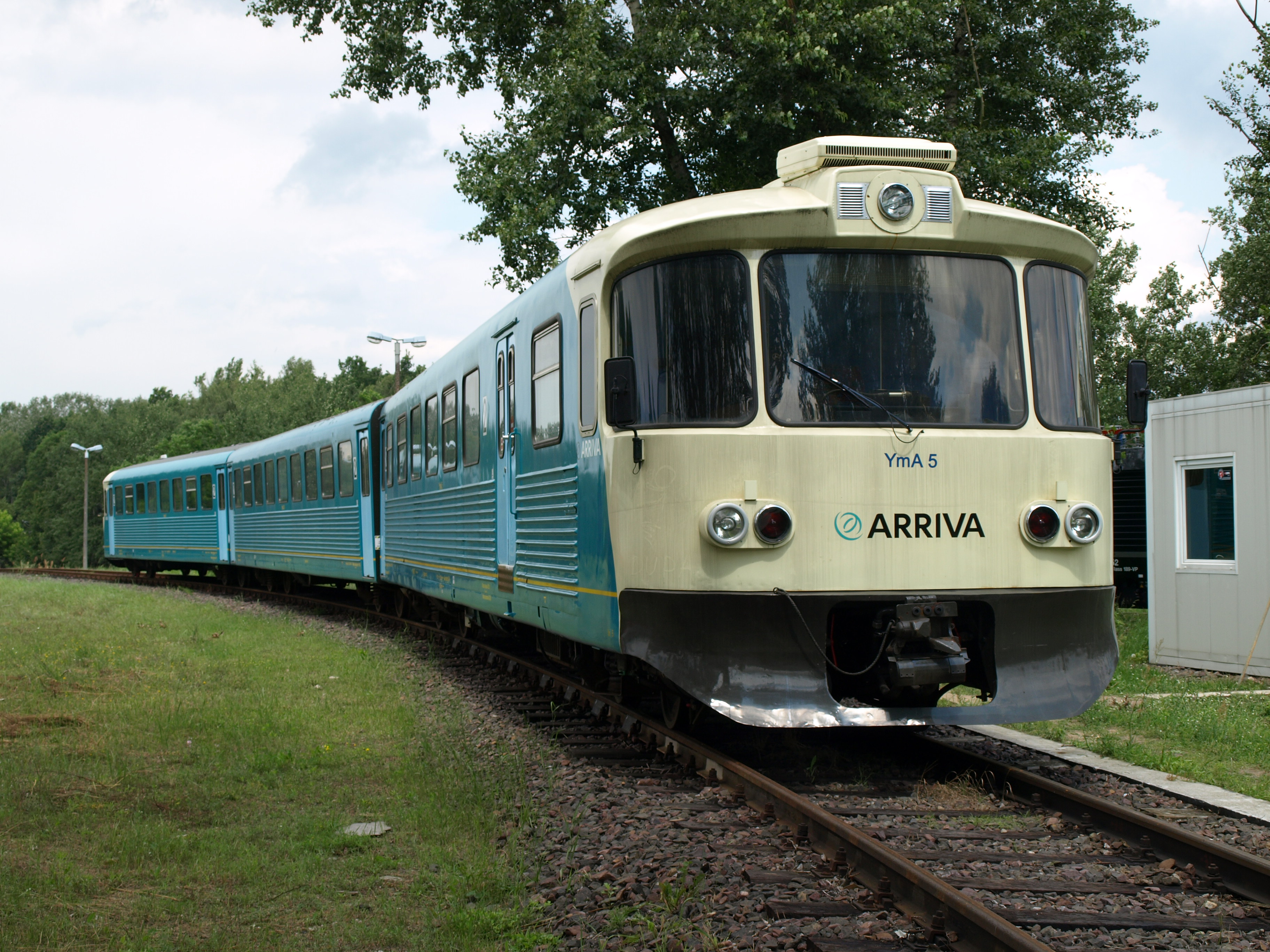
Skład Ym5+Yp25+Ys47 na terenie IPS „Tabor” (2009)

19 czerwca 2007 konsorcjum PCC Rail Jaworzno i Arriva Polska wygrało przetarg na obsługę w okresie od 9 grudnia 2007 do 11 grudnia 2010 niezelektryfikowanych linii w województwie kujawsko-pomorskim. Jeszcze przed ogłoszeniem zwycięzcy tego postępowania nowo powstała spółka Arriva PCC, ze względu na braki taborowe, zdecydowała się na zakup używanych w Danii zespołów MR/MRD oraz jednego zespołu Y.
W 2008 przewoźnik zakupił od Danske Statsbaner zespół typu Y składający się z wagonu silnikowego Ym5 z 1965, wagonu środkowego Yp25 z 1970 oraz wagonu sterowniczego Ys47 również z 1970. Pojazd przed dostawą do Polski przeszedł przegląd techniczny wraz z jazdami testowymi w Danii oraz naprawę w zakładach Arriva Werke Nord w Neustrelitz w Niemczech. Następnie w IPS „Tabor” został on zmodernizowany i doposażony w urządzenia potrzebne do ruchu po sieci PKP PLK. Zamontowano w nim m.in. układy SHP, czuwaka aktywnego i radiostopu, czujki przeciwpożarowe, nowe oświetlenie zewnętrzne i nowe fotele maszynistów i pomocników oraz wymieniono materiały palne na niepalne. Zastosowano także nową malaturę zgodną z wymaganiami przewoźnika, oznakowanie zewnętrzne zgodne z krajowymi normami i wewnętrzne napisy w języku polskim.
19 lutego 2010 pojazd otrzymał dopuszczenie do ruchu. 12 marca rozpoczął testową obsługę pociągów, a 31 marca, dzięki wcześniejszemu przeszkoleniu maszynistów w Danii, możliwe stało się wprowadzenie go do eksploatacji liniowej. W czerwcu, z powodu częstych defektów, ze składu wyłączono środkowy wagon Yp25 i od tamtej pory zespół kursował w zestawieniu Ym5+Ys47. 27 listopada przewoźnik zaprezentował skład typu Y na stacji Bydgoszcz Główna w ramach obchodów Święta Kolejarza. Pod koniec 2010 pojazd został ostatecznie wyłączony z eksploatacji i przeniesiony do rezerwy długoterminowej.
Zespół typu Y przez prędkość maksymalną wynoszącą 80 km/h nie był w stanie utrzymać rozkładowego czasu jazdy oraz nie mógł być wykorzystywany w obiegach pociągów Arriva Ekspress. Ponadto od momentu wycofania go z eksploatacji Arriva uzupełniła swój park taborowy szynobusami produkcji krajowej, dlatego nie jest planowany powrót pojazdu Y do regularnej służby.